# 29 oktober
29 oktober är den 302:a dagen på året i den gregorianska kalendern (303:e under skottår). Det återstår 63 dagar av året.

## Återkommande bemärkelsedagar

### Nationaldagar
- Turkiets nationaldag

### Minnesdagar
- Chiara Badanos helgondag.

## Namnsdagar

### I den svenska almanackan
- Nuvarande – Viola
- Föregående i bokstavsordning
  - Narcissus – Namnet fanns, till minne av en biskop i Jerusalem på 200-talet, på dagens datum före 1901, då det utgick.
  - Viola – Namnet infördes på dagens datum 1901 och har funnits där sedan dess.
  - Vivi – Namnet infördes på dagens datum 1986, men utgick 2001.
  - Vivianne – Namnet infördes på dagens datum 1986, men flyttades 1993 till 5 maj och 2001 till 20 februari.
- Föregående i kronologisk ordning
  - Före 1901 – Narcissus
  - 1901–1985 – Viola
  - 1986–1992 – Viola, Vivianne och Vivi
  - 1993–2000 – Viola och Vivi
  - Från 2001 – Viola
- Källor
  - Brylla, Eva (red.). Namnlängdsboken. Gjøvik: Norstedts ordbok, 2000 ISBN 91-7227-204-X
  - af Klintberg, Bengt. Namnen i almanackan. Gjøvik: Norstedts ordbok, 2001 ISBN 91-7227-292-9

### Finlandssvenska almanackan
- Nuvarande från 1929[1] – Alfred
- I föregående revideringar[a][2]
  - inga ändringar sedan 1929

## Händelser
- 539 f.Kr. – Kyros II, grundaren av Persiska riket, går in i Babylon och låter judarna återvända till sitt land.
- 312 – Konstantin den store går in i Rom efter att han segrat i slaget vid milviska bron, iscensätter ett adventus i staden, och möts av folkets jubel. Maxentius kropp tas upp från Tibern och halshuggs.
- 437 – Den västromerska kejsaren Valentinianus III gifter sig med Licinia Eudoxia. Hon är dotter till hans kusin Theodosius II, som är östromersk kejsare i Konstantinopel. Därmed förenas grenarna i ätten Theodosius.
- 969 – Bysantiska trupper ockuperar Antiokia, Syrien.
- 1268 – Konradin avrättas tillsammans med Fredrik I av Baden-Baden av Karl I av Neapel.
- 1390 – Den första häxprocessen i Paris leder till tre människors död.
- 1467 – I slaget om Brustem besegrar Karl den djärve furstbiskopsdömet Liège.
- 1591 – Sedan Gregorius XIV har avlidit tre dagar tidigare väljs Giovanni Antonio Facchinetti de Nuce till påve och tar namnet Innocentius IX. Han avlider dock efter två månader på posten.
- 1618 – Engelsmannen, upptäcktsresanden och hovmannen Walter Raleigh halshuggs efter att ha anklagats ingå i en sammansvärjning mot kung Jakob I.
- 1642 – Kristinehamn och Järle får stadsrättigheter.
- 1658 – Karl X Gustavs andra danska krig: Den holländska flottan besegrar den svenska flottan i slaget i Öresund.
- 1665 – Portugisiska styrkor besegrar Kongoriket och halshugger António I av Kongo, även känd under namnet Nvita a Nkanga.
- 1675 – Leibniz blir den första som använder ett långt s (∫) för att beteckna integraler.
- 1787 – Wolfgang Amadeus Mozarts opera Don Giovanni (i Sverige ofta benämnd Don Juan) har urpremiär i Prag.
- 1863 – Arton länder möts i Genève och fattar ett gemensamt beslut om att grunda Röda Korset.
- 1914 – Osmanska riket går in i Första världskriget.
- 1923 – Turkiet blir en republik, efter att det ottomanska riket fallit sönder.
- 1941 – Förintelsen: I gettot i Kaunas, Litauen, avrättar tyska ockupanter över 10 000 judar vid det nionde fortet.
- 1944 – Andra världskriget: Röda armén går in i Ungern.
- 1948 – Israeliska soldater intar den palestinska byn Safsaf i Galileen och massakrerar därefter mellan 52 och 64 bybor som en del av operation Hiram.
- 1950 – Kung Gustaf V avlider 92 år gammal och Gustaf VI Adolf blir Sveriges kung.
- 1954 – Det första svenska TV-programmet En skål för televisionen sänds.
- 1956 – Suezkrisen inleds när Israel invaderar den egyptiska Sinaihalvön och trycker tillbaks egyptiska styrkor fram till Suezkanalen.
- 1959 – Den första tecknade serien med Asterix publiceras.
- 1961 – Syrien lämnar Förenade arabrepubliken.
- 1969 – Den första kopplingen mellan dator-dator görs på Arpanet, föregångaren till Internet.
- 1998 – En brand anläggs i en föreningslokal på Backaplan i Göteborg natten mellan 29 och 30 oktober. 63 personer omkommer och 200 skadas i vad som kommer att benämnas som diskoteksbranden.
- 2007 – Klockan 9.45 släcks de gamla analoga tv-sändningarna från SVT1 i marknätet i Blekinge och västra Skåne. Därmed upphör de gamla analoga tv-sändningarna i Sverige helt.
- 2015 – Kina upphör med sin 35 år gamla ettbarnspolitik.

## Födda
- 1507 – Fernando Álvarez de Toledo, 3:e hertig av Alba, spansk statsman och militär.
- 1726 – Daniel Melanderhjelm, svensk matematiker och astronom.
- 1811 – Louis Blanc, fransk politiker och historiker.
- 1813 – Carl Ploug, dansk politiker och författare.
- 1816 – Ferdinand II av Portugal, regent av Portugal 1853–55.
- 1826 – Giuseppe Zanardelli, italiensk politiker.
- 1828 – Thomas F. Bayard, amerikansk politiker, utrikesminister 1885-1889.
- 1832 – Narcisa de Jesús Martillo y Morán, ecuadoriansk jungfru och mystiker, helgon.
- 1836 – James Ritty, amerikansk barägare och uppfinnare.
- 1840 – Leonard Holmström, geolog och folkhögskoleföreståndare.
- 1841 – William A. Harris, amerikansk politiker, senator (Kansas) 1897–1903.
- 1861 – Olof Lind, svensk landsfiskal och riksdagsman (vänstersocialist).
- 1873 – Lester J. Dickinson, amerikansk republikansk politiker, senator (Iowa) 1931–1937.
- 1875 – Alva B. Adams, amerikansk demokratisk politiker, senator (Colorado) 1923–1924 och 1933–1941.
- 1879 – Franz von Papen, tysk politiker, diplomat och militär; rikskansler juni–december 1932.
- 1890 – Alfredo Ottaviani, italiensk kardinal.
- 1891 – Fanny Brice, amerikansk sångare och komiker.
- 1897 – Joseph Goebbels, tysk propagandaminister 1933–45, rikskansler 1945.
- 1908 – Lorens Marmstedt, svensk regissör, manusförfattare och filmproducent.
- 1917
  - Henry Carlsson, (”Garvis”), svensk fotbollsspelare och fotbollstränare. OS-guld 1948.
  - Birger Rosengren, svensk fotbollsspelare, OS-guld 1948.
- 1920 – Baruj Benacerraf, venezuelansk-amerikansk immunolog, mottagare av Nobelpriset i fysiologi eller medicin 1980.
- 1923 – Desmond Bagley, brittisk thrillerförfattare.
- 1925
  - Robert Hardy, brittisk skådespelare.
  - Zoot Sims, amerikansk jazzmusiker, tenorsax.
- 1927 – Frank Sedgman, australisk tennisspelare.
- 1930 – Niki de Saint Phalle, fransk konstnär.
- 1935 – Peter Watkins, brittisk filmregissör.
- 1938 – Ellen Johnson Sirleaf, liberiansk politiker, president 2006-2018, mottagare av Nobels fredspris 2011.
- 1942 – Bob Ross, amerikansk konstnär.
- 1943 – Norman Hunter, engelsk fotbollsspelare.
- 1944 – Arne Andersson, svensk skådespelare.
- 1947
  - Richard Dreyfuss, amerikansk skådespelare.
  - Jerry Martinger, svensk jurist och politiker.
- 1948 – Kate Jackson, amerikansk skådespelare.
- 1950 - Katarina Jakobsson, svenskt mordoffer
- 1951 – Dirk Kempthorne, amerikansk republikansk politiker, inrikesminister 2006–2009.
- 1954 – Alois Estermann, kommendant för schweizergardet.
- 1955 – Kevin DuBrow, amerikansk hårdrockssångare.
- 1956 – Babben Larsson, svensk skådespelare och komiker.
- 1959 – Mike Gartner, kanadensisk ishockeyspelare.
- 1965 – Eddy Huntington, brittisk sångare och lärare.
- 1968 – Johann Olav Koss, norsk skridskoåkare.
- 1970 – Edwin van der Sar, holländsk målvakt.
- 1971 – Winona Ryder, amerikansk skådespelare.
- 1975 – Andreas Ekström, svensk journalist.
- 1977 – Johnny Sandin, svensk musiker.
- 1980 – Ben Foster, amerikansk skådespelare.
- 1981 – Lene Alexandra, norsk fotomodell.
- 1987 – Tove Lo, svensk artist.
- 1990 – Eric Saade, svensk artist.

## Avlidna
- 1268 – Konradin, 16, kung av Jerusalem och Sicilien (avrättad).
- 1618 – Walter Raleigh, engelsk sjömilitär, upptäcktsresande.
- 1724 – William Wollaston, 65, engelsk filosof.
- 1783 – Jean le Rond d'Alembert, 65, fransk matematiker och filosof.
- 1859 – James C. Jones, 50, amerikansk politiker.
- 1860 – Gaetano Errico, 69, italiensk katolsk präst och ordensgrundare, helgon.
- 1885 – George B. McClellan, 58, amerikansk generalmajor, guvernör.
- 1904 – Benjamin Harrison Eaton, 70, amerikansk republikansk politiker, guvernör i Colorado 1885–1887.
- 1916 – John S. Little, 65, amerikansk demokratisk politiker.
- 1922 – Ebba Ramsay, 94, svensk skolledare.
- 1932 – Joseph Babinski, 74, fransk neurolog.
- 1950 – Gustaf V, 92, kung av Sverige sedan 1907.
- 1969 – Sven Salén, 78, svensk redare, kappseglare, kompositör och vissångare. Mottagare av Svenska Dagbladets guldmedalj 1927.
- 1971
  - Sven-Axel Carlsson, 39, svensk skådespelare och filmproducent.
  - Arne Tiselius, 69, svensk kemist, mottagare av Nobelpriset i kemi 1948.
- 1981 – Georges Brassens, 60, fransk vissångare.
- 1983 – Sten Broman, 81, svensk kompositör, dirigent, musikpedagog, även känd som musikkritiker och tv-programledare.
- 1990 – William French Smith, 73, amerikansk republikansk politiker, USA:s justitieminister 1981–1985.
- 1997 – Anton LaVey, 67, amerikansk författare, den moderna satanismens grundare.
- 1999 – Brita Appelgren, 86, svensk balettdansös och skådespelare.
- 2003 – Franco Corelli, 82, italiensk operasångare.
- 2009 – Jürgen Rieger, 63, tysk nynazist och advokat, verksam i bland annat Sverige.
- 2011
  - Axel Axgil, 96, dansk aktivist för homosexuellas rättigheter.
  - Yngve Holmberg, 86, svensk politiker och partiledare för Högerpartiet 1965–1970, landshövding.
  - Jimmy Savile, 84, brittisk DJ och programledare för Top of the Pops.
- 2012
  - Bernlef (Hendrik Jan Marsman), 75, nederländsk författare och poet.
  - Cordelia Edvardson, 83, svensk journalist och författare.
- 2014 – Klas Ingesson, 46, svensk fotbollsspelare och fotbollstränare, VM- brons och kopia av Svenska Dagbladets guldmedalj 1994.

### Fotnoter
1. ↑  ”Universitetets namnsdagsalmanacka - Universitetets almanacksbyrå”. almanakka.helsinki.fi. Helsingfors universitet. https://almanakka.helsinki.fi/sv/kalender-2025/. Läst 22 februari 2025.
2. ↑  ”Namnsdagsrevideringar - Universitetets almanacksbyrå”. almanakka.helsinki.fi. Helsingfors universitet. https://almanakka.helsinki.fi/sv/namnsdagar/namnsdagsrevideringar.html. Läst 3 oktober 2020.